# Leptocuma patagonicum
Leptocuma patagonicum är en kräftdjursart som beskrevs av Daniel Roccatagliata 1993. Leptocuma patagonicum ingår i släktet Leptocuma och familjen Bodotriidae. Inga underarter finns listade i Catalogue of Life.